# أذكى غبي في العالم (مسلسل)
أذكى غبي في العالم هو مسلسل دراما مصري من إخراج حسن إبراهيم وبطولة سعيد صالح، سناء يونس، جيهان فاضل، طارق عبد العزيز، دنيا عبد العزيز ووفاء مكي.

## نبذة
"سنقر" يتسم بالطيبة الشديدة والسذاجة التي يصفها البعض بالغباء ولكن الله وهبه قدرات عقلية خارقة واستطاع مع بعض من المثابرة والاجتهاد أن يحقق طموحًا كان بعيد المنال لدرجة أنه أصبح يتفوق علي الكمبيوتر ولكن يقف في طريقه "إبراهيم عطوة" الذي يستغل ذكائه وسذاجته.

## طاقم العمل
- سعيد صالح بدور إبراهيم عطوة
- سناء يونس بدور فتحية - زوجة إبراهيم
- جيهان فاضل بدور فاطمة مغاوري
- طارق عبد العزيز بدور سنقر
- دنيا عبد العزيز بدور سهير مغاوري
- وفاء مكي بدور ثريا